# Novopetrivka, Kirovohrad
Novopetrivka (în ucraineană Новопетрівка) este un sat în comuna Sokolivske din raionul Kirovohrad, regiunea Kirovohrad, Ucraina.

## Demografie
Componența lingvistică a localității Novopetrivka
     Ucraineană (90%)
     Rusă (6,92%)
     Belarusă (3,08%)
Conform recensământului din 2001, majoritatea populației localității Novopetrivka era vorbitoare de ucraineană (90%), existând în minoritate și vorbitori de rusă (6,92%) și belarusă (3,08%).